# Acarospora novomexicana
Acarospora novomexicana är en lavart som beskrevs av Hugo Magnusson. Acarospora novomexicana ingår i släktet Acarospora och familjen Acarosporaceae.   Inga underarter finns listade i Catalogue of Life.